# Saison 2018-2019 de l'Eintracht Francfort
Maillots
Chronologie
Saison précédente Saison suivante
La saison 2018-2019 est une saison du club de l'Eintracht Francfort.

## Transferts

### Transferts estivaux
| Nom                  | Nationalité        | Poste     | Transfert                     | Provenance/Destination         | Division                  |
| -------------------- | ------------------ | --------- | ----------------------------- | ------------------------------ | ------------------------- |
| Arrivées             |                    |           |                               |                                |                           |
| Evan Ndicka          | France             | Défenseur | Transfert (5,5 M€)            | AJ Auxerre                     | Ligue 2                   |
| Carlos Salcedo       | Mexique            | Défenseur | Transfert (5 M€)              | Deportivo Guadalajara          | Primera División Apertura |
| Lucas Torró          | Espagne            | Milieu    | Transfert (3,5 M€)            | Real Madrid                    | LaLiga                    |
| Gonçalo Paciência    | Portugal           | Attaquant | Transfert (3 M€)              | FC Porto                       | Liga NOS                  |
| Frederik Rønnow      | Danemark           | Gardien   | Transfert (2,8 M€)            | Brøndby IF                     | Alka Superligaen          |
| Ante Rebić           | Croatie            | Attaquant | Transfert (2 M€)              | ACF Fiorentina                 | Serie A                   |
| Marius Wolf          | Allemagne          | Attaquant | Transfert (500 k€)            | Hanovre 96                     | Bundesliga                |
| Felix Wiedwald       | Allemagne          | Gardien   | Transfert                     | Leeds United                   | Championship              |
| Nicolai Müller       | Allemagne          | Attaquant | Transfert                     | Hambourg SV                    | 2.Bundesliga              |
| Chico Geraldes       | Portugal           | Milieu    | Prêt                          | Sporting Portugal              | Liga NOS                  |
| Allan                | Brésil             | Milieu    | Prêt                          | Liverpool FC                   | Premier League            |
| Filip Kostić         | Serbie             | Attaquant | Prêt                          | Hambourg SV                    | 2.Bundesliga              |
| Kevin Trapp          | Allemagne          | Gardien   | Prêt                          | Paris Saint-Germain            | Ligue 1                   |
| Sahverdi Cetin       | Allemagne          | Milieu    | Premier contrat professionnel | Eintracht Francfort U19        | -                         |
| Patrice Kabuya       | Allemagne          | Attaquant | Premier contrat professionnel | Eintracht Francfort U19        | -                         |
| Tobias Stirl         | Allemagne          | Gardien   | Premier contrat professionnel | Eintracht Francfort U19        | -                         |
| Mischa Häuser        | Allemagne          | Attaquant | Premier contrat professionnel | Eintracht Francfort U19        | -                         |
| Max Besuschkow       | Allemagne          | Milieu    | Retour de prêt                | Holstein Kiel                  | 2.Bundesliga              |
| Départs              |                    |           |                               |                                |                           |
| Marius Wolf          | Allemagne          | Attaquant | Transfert (5 M€)              | Borussia Dortmund              | Bundesliga                |
| Omar Mascarell       | Espagne            | Milieu    | Transfert (4 M€)              | Real Madrid                    | LaLiga                    |
| Leon Bätge           | Allemagne          | Gardien   | Transfert                     | Würzburger Kickers             | 3.Liga                    |
| Kevin-Prince Boateng | Ghana              | Milieu    | Transfert                     | US Sassuolo                    | Serie A                   |
| Lukáš Hrádecký       | Finlande           | Gardien   | Transfert                     | Bayer Leverkusen               | Bundesliga                |
| Renat Dadashov       | Azerbaïdjan        | Attaquant | Transfert                     | Grupo Desportivo Estoril-Praia | Ledman Liga Pro           |
| Danny Blum           | Allemagne          | Attaquant | Prêt                          | UD Las Palmas                  | LaLiga2                   |
| Aymen Barkok         | Allemagne          | Milieu    | Prêt                          | Fortuna Düsseldorf             | Bundesliga                |
| Max Besuschkow       | Allemagne          | Milieu    | Prêt                          | Royale Union saint-gilloise    | Proximus League           |
| Marijan Ćavar        | Bosnie-Herzégovine | Milieu    | Prêt                          | NK Osijek                      | T-Com 1. HNL              |
| Daichi Kamada        | Japon              | Milieu    | Prêt                          | Saint-Trond                    | Jupiler Pro League        |
| Alexander Meier      | Allemagne          | Attaquant | Fin de contrat                | FC Sankt Pauli                 | 2.Bundesliga              |
| Carlos Salcedo       | Mexique            | Défenseur | Fin de prêt                   | Deportivo Guadalajara          | Primera División Apertura |
| Marius Wolf          | Allemagne          | Attaquant | Fin de prêt                   | Hanovre 96                     | Bundesliga                |
| Ante Rebić           | Croatie            | Attaquant | Fin de prêt                   | ACF Fiorentina                 | Serie A                   |

### Transferts hivernaux
| Nom                | Nationalité | Poste     | Transfert                     | Provenance/Destination  | Division                  |
| ------------------ | ----------- | --------- | ----------------------------- | ----------------------- | ------------------------- |
| Arrivées           |             |           |                               |                         |                           |
| Sebastian Rode     | Allemagne   | Milieu    | Prêt                          | Borussia Dortmund       | Bundesliga                |
| Martin Hinteregger | Autriche    | Défenseur | Prêt                          | FC Augsbourg            | Bundesliga                |
| Tuta               | Brésil      | Défenseur | Transfert                     | São Paulo FC            | Serie A                   |
| Nils Stendera      | Allemagne   | Milieu    | Premier contrat professionnel | Eintracht Francfort U19 |                           |
| Départs            |             |           |                               |                         |                           |
| Nicolai Müller     | Allemagne   | Milieu    | Prêt                          | Hanovre 96              | Bundesliga                |
| Deji Beyreuther    | Allemagne   | Défenseur | Prêt                          | Chemnitzer FC           | Regionalliga              |
| Francisco Geraldes | Portugal    | Milieu    | Fin de prêt                   | Sporting Portugal       | Liga NOS                  |
| Felix Wiedwald     | Allemagne   | Gardien   | Prêt                          | MSV Duisbourg           | 2.Bundesliga              |
| Carlos Salcedo     | Mexique     | Défenseur | Transfert                     | Tigres UANL             | Primera División Apertura |
| Noel Knothe        | Allemagne   | Défenseur | Prêt                          | FC Pipinsried           | Regionalliga              |
| Marco Fabián       | Mexique     | Milieu    | Transfert                     | Union de Philadelphie   | Major League Soccer       |

## Compétitions
| Championnat d'Allemagne | Ligue Europa                               | Coupe d'Allemagne                       | Supercoupe d'Allemagne                |
| ----------------------- | ------------------------------------------ | --------------------------------------- | ------------------------------------- |
| Septième 54 points      | Demi-finales face au Chelsea FC (1-1, 1-1) | Premier tour face au SSV Ulm 1846 (2-1) | Finaliste face au Bayern Munich (0-5) |
| 15V 9N 10D              | 8V 2N 2D                                   | 0V 0N 1D                                | 0V 0N 1D                              |
| TOTAL: 23V 11N 14D      |                                            |                                         |                                       |

### Championnat

#### Journées 1 à 5
Francfort commence sa saison en Bundesliga bien mieux que sa saison toute compétition confondue, après avoir perdu le match de supercoupe et le match de coupe d'Allemagne, une victoire contre Fribourg était plus que la bienvenue. Hélas, contre Brême, Francfort est impuissant et ne parvient pas à empêcher le Werder de prendre les trois points sur la pelouse de la Commerzbank-Arena. Toujours rien contre Dortmund, alors que le début de saison de Francfort commence très sérieusement à tourner au vinaigre, de plus c'est un ancien de la maison qui inscrit le deuxième but du Borussia Dortmund en la personne de Marius Wolf. 

#### Classement
| Rang | Équipe                   | Pts | J  | G  | N  | P  | Bp | Bc | Diff | Qualification ou relégation                                              |
| ---- | ------------------------ | --- | -- | -- | -- | -- | -- | -- | ---- | ------------------------------------------------------------------------ |
| 5    | Borussia Mönchengladbach | 55  | 34 | 16 | 7  | 11 | 55 | 42 | +13  | Qualification pour la phase de groupes de la Ligue Europa                |
| 6    | VfL Wolfsburg            | 55  | 34 | 16 | 7  | 11 | 62 | 50 | +12  | Qualification pour la phase de groupes de la Ligue Europa                |
| 7    | Eintracht Francfort      | 54  | 34 | 15 | 9  | 10 | 60 | 48 | +12  | Qualification pour le troisième tour de qualification de la Ligue Europa |
| 8    | Werder Brême             | 53  | 34 | 14 | 11 | 9  | 58 | 49 | +9   |                                                                          |
| 9    | Hoffenheim               | 51  | 34 | 13 | 12 | 9  | 70 | 52 | +18  |                                                                          |

#### Évolution du classement et des résultats
| Journée  | 1  | 2  | 3   | 4   | 5   | 6   | 7  | 8  | 9  | 10 | 11 | 12 | 13 | 14 | 15 | 16 | 17 | 18 | 19 | 20 | 21 | 22 | 23 | 24 | 25 | 26 | 27 | 28 | 29 | 30 | 31 | 32 | 33 | 34 | Journées en tête |
| -------- | -- | -- | --- | --- | --- | --- | -- | -- | -- | -- | -- | -- | -- | -- | -- | -- | -- | -- | -- | -- | -- | -- | -- | -- | -- | -- | -- | -- | -- | -- | -- | -- | -- | -- | ---------------- |
| Résultat | V  | D  | D   | N   | D   | V   | V  | V  | N  | V  | V  | V  | D  | D  | V  | N  | V  | V  | N  | N  | N  | N  | V  | V  | V  | V  | V  | V  | D  | N  | N  | D  | D  | D  | —                |
| Rang     | 3e | 9e | 12e | 13e | 15e | 11e | 7e | 7e | 7e | 5e | 4e | 3e | 5e | 5e | 5e | 5e | 6e | 5e | 5e | 5e | 5e | 7e | 6e | 5e | 5e | 5e | 4e | 4e | 4e | 4e | 4e | 4e | 6e | 7e | 0                |

### Ligue Europa

#### Parcours en Ligue Europa

##### Phase de groupes
| Rang | Équipe                 | Pts | J | G | N | P | Bp | Bc | Diff |  | Résultats (▼ dom., ► ext.) |     |     |     |     |
| ---- | ---------------------- | --- | - | - | - | - | -- | -- | ---- |  | -------------------------- | --- | --- | --- | --- |
| 1    | Eintracht Francfort    | 18  | 6 | 6 | 0 | 0 | 17 | 5  | +12  |  | Eintracht Francfort        |     | 4-1 | 2-0 | 4-0 |
| 2    | Lazio Rome             | 9   | 6 | 3 | 0 | 3 | 9  | 11 | -2   |  | Lazio Rome                 | 1-2 |     | 2-1 | 2-1 |
| 3    | Apollon Limassol       | 7   | 6 | 2 | 1 | 3 | 10 | 10 | 0    |  | Apollon Limassol           | 2-3 | 2-0 |     | 2-2 |
| 4    | Olympique de Marseille | 1   | 6 | 0 | 1 | 5 | 6  | 16 | -10  |  | Olympique de Marseille     | 1-2 | 1-3 | 1-3 |     |

## Joueurs et encadrement technique

### Effectif professionnel
Le tableau suivant liste l'effectif professionnel de l'Eintracht Francfort pour la saison 2018-2019.

## Statistiques

### Statistiques collectives
| Compétition            | Débute au tour   | Termine      | Matches joués | Gagnés | Nuls | Perdus | Buts pour | Buts contre | Différence |
| ---------------------- | ---------------- | ------------ | ------------- | ------ | ---- | ------ | --------- | ----------- | ---------- |
| Bundesliga             | -                | Septième     | 34            | 15     | 9    | 10     | 60        | 48          | +12        |
| Ligue Europa           | Phase de groupes | Demi-finales | 12            | 8      | 3    | 1      | 24        | 11          | +13        |
| Coupe d'Allemagne      | Premier tour     | Premier tour | 1             | 0      | 0    | 1      | 1         | 2           | -1         |
| Supercoupe d'Allemagne | Finale           | Finaliste    | 1             | 0      | 0    | 1      | 0         | 5           | -5         |
| Total                  | -                | -            | 48            | 23     | 12   | 13     | 85        | 66          | +19        |

### Statistiques individuelles
(Mis à jour le 22 décembre 2018)
| Numéro | Nat. | Nom       | Championnat | Championnat | Championnat    | Championnat | Championnat  | Ligue Europa | Ligue Europa | Ligue Europa   | Ligue Europa | Ligue Europa | Coupe d'Allemagne | Coupe d'Allemagne | Coupe d'Allemagne | Coupe d'Allemagne | Coupe d'Allemagne | Supercoupe d'Allemagne | Supercoupe d'Allemagne | Supercoupe d'Allemagne | Supercoupe d'Allemagne | Supercoupe d'Allemagne | Total | Total       | Total          | Total  | Total        |
| Numéro | Nat. | Nom       | M.j.        | But inscrit | Passe décisive | Averti      | Carton rouge | M.j.         | But inscrit  | Passe décisive | Averti       | Carton rouge | M.j.              | But inscrit       | Passe décisive    | Averti            | Carton rouge      | M.j.                   | But inscrit            | Passe décisive         | Averti                 | Carton rouge           | M.j.  | But inscrit | Passe décisive | Averti | Carton rouge |
| ------ | ---- | --------- | ----------- | ----------- | -------------- | ----------- | ------------ | ------------ | ------------ | -------------- | ------------ | ------------ | ----------------- | ----------------- | ----------------- | ----------------- | ----------------- | ---------------------- | ---------------------- | ---------------------- | ---------------------- | ---------------------- | ----- | ----------- | -------------- | ------ | ------------ |
| 1      |      | Rønnow    | 2           | 0           | 0              | 0           | 0            | 2            | 0            | 0              | 0            | 0            | 1                 | 0                 | 0                 | 0                 | 0                 | 1                      | 0                      | 0                      | 0                      | 0                      | 6     | 0           | 0              | 0      | 0            |
| 2      |      | N'Dicka   | 17          | 1           | 0              | 3           | 0            | 4            | 0            | 1              | 1            | 0            | 0                 | 0                 | 0                 | 0                 | 0                 | 0                      | 0                      | 0                      | 0                      | 0                      | 21    | 1           | 1              | 4      | 0            |
| 3      |      | Falette   | 4           | 0           | 0              | 0           | 0            | 4            | 0            | 1              | 1            | 0            | 0                 | 0                 | 0                 | 0                 | 0                 | 0                      | 0                      | 0                      | 0                      | 0                      | 8     | 0           | 1              | 1      | 0            |
| 4      |      | Rebić     | 12          | 5           | 2              | 4           | 1            | 4            | 0            | 0              | 1            | 0            | 0                 | 0                 | 0                 | 0                 | 0                 | 1                      | 0                      | 0                      | 0                      | 0                      | 18    | 5           | 2              | 5      | 1            |
| 5      |      | Fernandes | 15          | 1           | 0              | 4           | 0            | 4            | 0            | 0              | 1            | 0            | 0                 | 0                 | 0                 | 0                 | 0                 | 0                      | 0                      | 0                      | 0                      | 0                      | 18    | 1           | 0              | 5      | 0            |
| 6      |      | de Guzmán | 17          | 2           | 4              | 2           | 0            | 4            | 0            | 2              | 1            | 0            | 1                 | 0                 | 0                 | 0                 | 0                 | 1                      | 0                      | 0                      | 0                      | 0                      | 23    | 2           | 6              | 3      | 0            |
| 7      |      | Blum      | 1           | 0           | 0              | 0           | 0            | 0            | 0            | 0              | 0            | 0            | 1                 | 0                 | 1                 | 0                 | 0                 | 1                      | 0                      | 0                      | 0                      | 0                      | 3     | 0           | 1              | 0      | 0            |
| 8      |      | Jović     | 15          | 12          | 4              | 0           | 0            | 6            | 5            | 0              | 0            | 0            | 1                 | 0                 | 0                 | 0                 | 0                 | 1                      | 0                      | 0                      | 0                      | 0                      | 23    | 17          | 4              | 0      | 0            |
| 9      |      | Haller    | 17          | 8           | 8              | 2           | 0            | 6            | 3            | 3              | 0            | 0            | 1                 | 0                 | 0                 | 0                 | 0                 | 1                      | 0                      | 0                      | 0                      | 0                      | 25    | 11          | 11             | 2      | 0            |
| 10     |      | Kostić    | 17          | 1           | 6              | 1           | 0            | 4            | 2            | 0              | 3            | 0            | 0                 | 0                 | 0                 | 0                 | 0                 | 0                      | 0                      | 0                      | 0                      | 0                      | 21    | 3           | 6              | 4      | 0            |
| 11     |      | Gacinovic | 16          | 0           | 1              | 2           | 0            | 6            | 2            | 3              | 0            | 0            | 1                 | 0                 | 0                 | 0                 | 0                 | 1                      | 0                      | 0                      | 0                      | 0                      | 24    | 2           | 4              | 2      | 0            |
| 13     |      | Salcedo   | 6           | 0           | 0              | 3           | 0            | 0            | 0            | 0              | 0            | 0            | 1                 | 0                 | 0                 | 1                 | 0                 | 1                      | 0                      | 0                      | 0                      | 0                      | 8     | 0           | 0              | 4      | 0            |
| 15     |      | Willems   | 12          | 0           | 1              | 1           | 1            | 5            | 0            | 1              | 3            | 1            | 1                 | 0                 | 0                 | 0                 | 0                 | 1                      | 0                      | 0                      | 0                      | 0                      | 19    | 0           | 2              | 4      | 2            |
| 16     |      | Torró     | 5           | 0           | 0              | 1           | 0            | 2            | 1            | 0              | 0            | 0            | 1                 | 0                 | 0                 | 0                 | 0                 | 1                      | 0                      | 0                      | 0                      | 0                      | 9     | 1           | 0              | 1      | 0            |
| 19     |      | Abraham   | 9           | 0           | 0              | 1           | 0            | 3            | 0            | 0              | 0            | 0            | 1                 | 0                 | 0                 | 0                 | 0                 | 1                      | 0                      | 0                      | 1                      | 0                      | 14    | 0           | 0              | 2      | 0            |
| 20     |      | Hasebe    | 11          | 0           | 0              | 1           | 0            | 6            | 0            | 0              | 0            | 0            | 1                 | 0                 | 0                 | 1                 | 0                 | 1                      | 0                      | 0                      | 0                      | 0                      | 19    | 0           | 0              | 2      | 0            |
| 21     |      | Stendera  | 5           | 0           | 0              | 0           | 0            | 3            | 0            | 0              | 3            | 1            | 0                 | 0                 | 0                 | 0                 | 0                 | 0                      | 0                      | 0                      | 0                      | 0                      | 8     | 0           | 0              | 3      | 1            |
| 23     |      | Russ      | 4           | 0           | 0              | 1           | 0            | 4            | 0            | 0              | 1            | 0            | 0                 | 0                 | 0                 | 0                 | 0                 | 0                      | 0                      | 0                      | 0                      | 0                      | 8     | 0           | 0              | 2      | 0            |
| 24     |      | da Costa  | 17          | 1           | 2              | 0           | 0            | 6            | 2            | 0              | 0            | 0            | 1                 | 0                 | 0                 | 0                 | 0                 | 1                      | 0                      | 0                      | 0                      | 0                      | 25    | 3           | 2              | 0      | 0            |
| 27     |      | Müller    | 7           | 2           | 0              | 1           | 0            | 4            | 0            | 0              | 0            | 0            | 1                 | 0                 | 0                 | 0                 | 0                 | 0                      | 0                      | 0                      | 0                      | 0                      | 12    | 2           | 0              | 1      | 0            |
| 28     |      | Allan     | 4           | 0           | 0              | 1           | 0            | 0            | 0            | 0              | 0            | 0            | 0                 | 0                 | 0                 | 0                 | 0                 | 0                      | 0                      | 0                      | 0                      | 0                      | 4     | 0           | 0              | 1      | 0            |
| 31     |      | Trapp     | 16          | 0           | 0              | 2           | 0            | 4            | 0            | 0              | 1            | 0            | 0                 | 0                 | 0                 | 0                 | 0                 | 0                      | 0                      | 0                      | 0                      | 0                      | 20    | 0           | 0              | 3      | 0            |
| 33     |      | Tawatha   | 3           | 0           | 0              | 0           | 0            | 3            | 0            | 1              | 0            | 0            | 0                 | 0                 | 0                 | 0                 | 0                 | 0                      | 0                      | 0                      | 0                      | 0                      | 6     | 0           | 1              | 0      | 0            |
| 34     |      | Hrgota    | 1           | 0           | 0              | 0           | 0            | 0            | 0            | 0              | 0            | 0            | 0                 | 0                 | 0                 | 0                 | 0                 | 0                      | 0                      | 0                      | 0                      | 0                      | 1     | 0           | 0              | 0      | 0            |
| 38     |      | Fabián    | 1           | 0           | 0              | 0           | 0            | 0            | 0            | 0              | 0            | 0            | 0                 | 0                 | 0                 | 0                 | 0                 | 1                      | 0                      | 0                      | 0                      | 0                      | 2     | 0           | 0              | 0      | 0            |
| 39     |      | Paciência | 0           | 0           | 0              | 0           | 0            | 0            | 0            | 0              | 0            | 0            | 1                 | 1                 | 0                 | 1                 | 0                 | 0                      | 0                      | 0                      | 0                      | 0                      | 1     | 1           | 0              | 1      | 0            |